# كونور سويفت
كونور سويفت (بالإنجليزية: Connor Swift)‏ هو دراج بريطاني، ولد في 30 أكتوبر 1995 في Thorne, South Yorkshire ‏ في المملكة المتحدة.

## وصلات خارجية
- كونور سويفت على موقع الاتحاد الدولي للدراجات (الإنجليزية)
- كونور سويفت على موقع أرشيف الدراجات (الإنجليزية)
- كونور سويفت على موقع إحصائيات الدراجات الإحترافية (الإنجليزية)
- كونور سويفت على موقع CycleBase (الإنجليزية)